# Juego de ilusiones
Juego de ilusiones fue una telenovela dramática chilena creada por Verónica Saquel y Carlos Oporto coproducida por Mega y Mazal. Se estrenó el 16 de enero de 2023, sucediendo en el horario diurno a Hasta encontrarte.

## Sinopsis
Mariana, una mujer devota y ejemplar, ve cómo su vida perfecta se desmorona al descubrir la infidelidad de su esposo, Julián. A medida que desentraña oscuros secretos sobre él, su mundo de aparente estabilidad se convierte en una pesadilla. 
Consumida por la venganza, Mariana encierra a Julián en el sótano de su casa, pero pronto descubre que las consecuencias de su acción son más peligrosas de lo que imaginó. Los secretos de Julián salen a la luz, y Mariana y sus hijas se ven atrapadas en una peligrosa trama de mentiras, crimen y traición, donde su venganza podría costarle mucho más de lo que jamás anticipó.

## Reparto
Una lista completa del reparto confirmado se publicó a través de Mega el 16 de enero de 2023.

### Principales
- Carolina Arregui como Mariana Nazir (T1-T3)
- Julio Milostich como Julián Mardones (T1-T3) / Guillermo Mardones (T1-T2)[4]
- Alejandra Fosalba como Victoria Morán (T1-T3)
- Loreto Valenzuela como Irene San Juan (T1-T3)
- Patricio Achurra como Mario Jiménez (T1-T2)
- Magdalena Müller como Sofía Mardones (T1-T3)
- Etienne Bobenrieth como Rubén Lara (T1-T3)
- Felipe Contreras como Ignacio Abascal (T1-T3)
- Nathalia Aragonese como Susana Mardones (T1-T3)
- Fernanda Finsterbusch como Javiera Mardones (T1-T3)
- Mónica Echeverría como Camila Mardones (T1-T3)
- Nicolás Rojas como Joaquín Mardones (T1-T3)
- Félix Villar como Emmanuel Jiménez (T1-T2)
- Carlos Díaz como Martín Lara (T1-T3)[5]
- Camila Hirane como Valentina García (T2-T3)[6]
- Mauricio Pešutić como Rodolfo Millán (T2-T3)
- Ximena Rivas como Patricia Hurtado (T2-T3)
- Alonso Quintero como Alonso Rumián (T2-T3)

### Recurrentes e invitados especiales
- María Ester Messina como Lidia (T1-T3)
- Hugo Medina como Nadir Nazir (T1)
- Gloria Laso como madre de Ignacio (T1)
- Hernán LaCalle como Marcelo (T1)
- Gabriela Hernández como Margarita (T1)
- Alejandro Trejo como Pascual Marambio (T1)
- María Elena Duvauchelle como Trinidad Fernández (T1)
- Camilo Carmona como Manuel Guzmán (T2-T3)
- Luciano Corail como Darío Pacheco (T2-T3)
- Paula Ureta como Tamara Faúndez (T2-T3)
- Romina Norambuena como Marisela Pastor (T2-T3)
- Silvanna Gajardo como Graciela Vásquez (T2-T3)
- Cassandra Day como Dolores "Lola" Riquelme (T2-T3)
- Carolina García como Rosa León (T2-T3)
- Felipe Emiliano como Benjamín Lara Mardones (T2-T3)
- Nicole Espinoza como Blanca Ramírez (T2-T3)
- Dayana Amigo como Alana Rumián Pérez (T2)
- Giordano Rossi como Lucas Briceño (T2)
- Claudia Hidalgo como Roxana Muñoz (T2)
- Paulina Eguiluz como Bárbara Rodríguez (T2)
- Luciana Ibáñez como Lorena Albornoz (T3)
- Germán Retamal como Nicolás Cid (T3)

## Temporadas
| Año   | N.º   | Episodios | Emisión original         | Emisión original         | Espectadores | Cuota% Total |
| Año   | N.º   | Episodios | Estreno                  | Final                    | Espectadores | Cuota% Total |
| ----- | ----- | --------- | ------------------------ | ------------------------ | ------------ | ------------ |
| 2023  | 1     | 1-173     | 16 de enero de 2023      | 15 de septiembre de 2023 | —            | 12,5%        |
| 2024  | 2     | 174-350   | 20 de septiembre de 2023 | 30 de mayo de 2024       | —            | 10,8%        |
| 2025  | 3     | 351-550   | 31 de mayo de 2024       | 18 de marzo de 2025      | —            | 9,9%         |
| Total | Total | Total     | Total                    | Total                    | 13,5 mill.   | 11,0%        |

## Rating
| Año           | Mes       | Días | Días | Días | Días | Días | Días | Días | Días | Días | Días | Días | Días | Días | Días | Días | Días | Días | Días | Días | Días | Días | Días | Días | Días | Días | Días | Días | Días | Días | Días | Días | Total |
| Año           | Mes       | 1    | 2    | 3    | 4    | 5    | 6    | 7    | 8    | 9    | 10   | 11   | 12   | 13   | 14   | 15   | 16   | 17   | 18   | 19   | 20   | 21   | 22   | 23   | 24   | 25   | 26   | 27   | 28   | 29   | 30   | 31   | Total |
| ------------- | --------- | ---- | ---- | ---- | ---- | ---- | ---- | ---- | ---- | ---- | ---- | ---- | ---- | ---- | ---- | ---- | ---- | ---- | ---- | ---- | ---- | ---- | ---- | ---- | ---- | ---- | ---- | ---- | ---- | ---- | ---- | ---- | ----- |
| 2024          | Diciembre | —    | 9,6  | 9,1  | 9,2  | 10,8 | 8,5  | —    | —    | 9,1  | 8,7  | 9,1  | 8,5  | 8,0  | —    | —    | 7,9  | 7,9  | 8,8  | 9,0  | 9,2  | —    | —    | 7,7  | 8,7  | —    | 9,1  | 8,4  | —    | —    | 8,3  | 8,2  | 8,3   |
| 2025          | Enero     | —    | 9,0  | 8,9  | —    | —    | 9,7  | 8,7  | 9,3  | 9,1  | 9,6  | —    | —    | 8,5  | 10,2 | 11,3 | 9,9  | 8,0  | —    | —    | 9,5  | 8,8  | 9,5  | 9,0  | 9,5  | —    | —    | 8,0  | 9,8  | 10,0 | 9,5  | 10,2 | 9,2   |
| 2025          | Febrero   | —    | —    | 10,1 | 10,4 | 10,5 | 9,8  | 10,7 | —    | —    | 9,1  | 11,0 | 11,9 | 11,4 | 9,1  | —    | —    | 10,5 | 12,0 | 11,4 | 12,5 | 10,1 | —    | —    | 10,6 | —    | 12,1 | 12,8 | 11,1 | —    | —    | —    | 10,1  |
| 2025          | Marzo     | —    | —    | 12,0 | 11,8 | 12,0 | 12,4 | 10,5 | —    | —    | 12,2 | 11,5 | 11,2 | 11,1 | 11,6 | —    | —    | 10,3 | 13,5 | —    | —    | —    | —    | —    | —    | —    | —    | —    | —    | —    | —    | —    | 10,5  |
| Fuentes:IBOPE |           |      |      |      |      |      |      |      |      |      |      |      |      |      |      |      |      |      |      |      |      |      |      |      |      |      |      |      |      |      |      |      |       |

## Premios y nominaciones
| Año  | Premio               | Categoría                              | Nominado           | Resultado |
| ---- | -------------------- | -------------------------------------- | ------------------ | --------- |
| 2024 | 8.º Premios Caleuche | Mejor actor protagónico en teleseries  | Julio Milostich    | Nominado  |
| 2024 | 8.º Premios Caleuche | Mejor actriz protagónica en teleseries | Carolina Arregui   | Nominada  |
| 2024 | 8.º Premios Caleuche | Mejor actor de soporte en teleseries   | Patricio Achurra   | Nominado  |
| 2024 | 8.º Premios Caleuche | Mejor actriz de soporte en teleseries  | Loreto Valenzuela  | Ganadora  |
| 2024 | 8.º Premios Caleuche | Mejor actriz de soporte en teleseries  | Dayana Amigo       | Nominada  |
| 2024 | 8.º Premios Caleuche | Mejor actriz de soporte en teleseries  | Nathalia Aragonese | Nominada  |
| 2025 | 9.º Premios Caleuche | Mejor actor protagónico en teleseries  | Julio Milostich    | Nominado  |
| 2025 | 9.º Premios Caleuche | Mejor actriz protagónica en teleseries | Carolina Arregui   | Nominada  |
| 2025 | 9.º Premios Caleuche | Mejor actor de soporte en teleseries   | Nicolás Rojas      | Nominado  |
| 2025 | 9.º Premios Caleuche | Mejor actriz de soporte en teleseries  | Magdalena Müller   | Nominada  |